# والدو (فلوریدا)
والدو (به انگلیسی: Waldo) شهری در شهرستان آلاچوا ایالت فلوریدا است که در سال ۱۹۰۷ بنیان‌گذاری شده‌است. این شهر طبق سرشماری سال ۲۰۱۰ میلادی، ۱٬۰۱۵ نفر جمعیت داشته و مساحت آن نیز ۴٫۵ کیلومتر مربع است.